# Mormolyca richii
Mormolyca richii är en orkidéart som först beskrevs av Dodson, och fick sitt nu gällande namn av Mario Alberto Blanco. Mormolyca richii ingår i släktet Mormolyca och familjen orkidéer. Inga underarter finns listade i Catalogue of Life.